# Julius Russ
Julius Russ (22. května 1852 Hradec Králové – 26. září 1917 Hradec Králové) byl český fotograf působící v Hradci Králové. Pokračoval ve fotografické firmě svého otce Adolfa Russe. Byl také náměstkem starosty města.

## Život
Pocházel z umělecké rodiny Adolfa Russe, který byl fotografem a malířem. První fotografické zkušenosti získal v otcově filiálce v Chrudimi přibližně v 70. letech 19. století. V roce 1883 převzal ateliér svého otce, který rozšířil a později přestěhoval do budovy Adalbertina v centru města. Postupně se stával oblíbeným fotografem v Hradci Králové a zaznamenal výrazný společenský vzestup. Rád chodíval s přáteli do divadla a angažoval se v politickém a společenském dění města. V letech 1897–98 působil jako zástupce Sboru pro zřízení a vydržování obchodní akademie v Hradci Králově. Připojil se také k I. výboru městského zastupitelstva a v květnu 1911 byl zvolen jako II. náměstek starosty JUDr. Františka Ulricha. 
Julius bydlel v domě číslo 278 na Eliščině nábřeží. Kromě svého domu vlastnil další dva domy, jedním z nich byl třípatrový dům čp. 231, kde se původně nacházel jeho ateliér. Stal se císařským a královským dvorním dodavatelem a byl oceněn Řádem Františka Josefa I. V roce 1911 ponechal svůj fotoateliér pražské firmě Langhans (zakladatelem byl Jan Langhans), která si tímto zřídila již druhou úspěšnou filiálku v Čechách, a svoji výrobu tak podstatně rozšířila. 
Julius zemřel v roce 1917 a dnes je pochovaný v rodinné hrobce na hřbitově v Pouchově, součásti Hradce Králové. Jeho synovcem byl zakladatel kabaretu Červená sedma Jiří Červený.

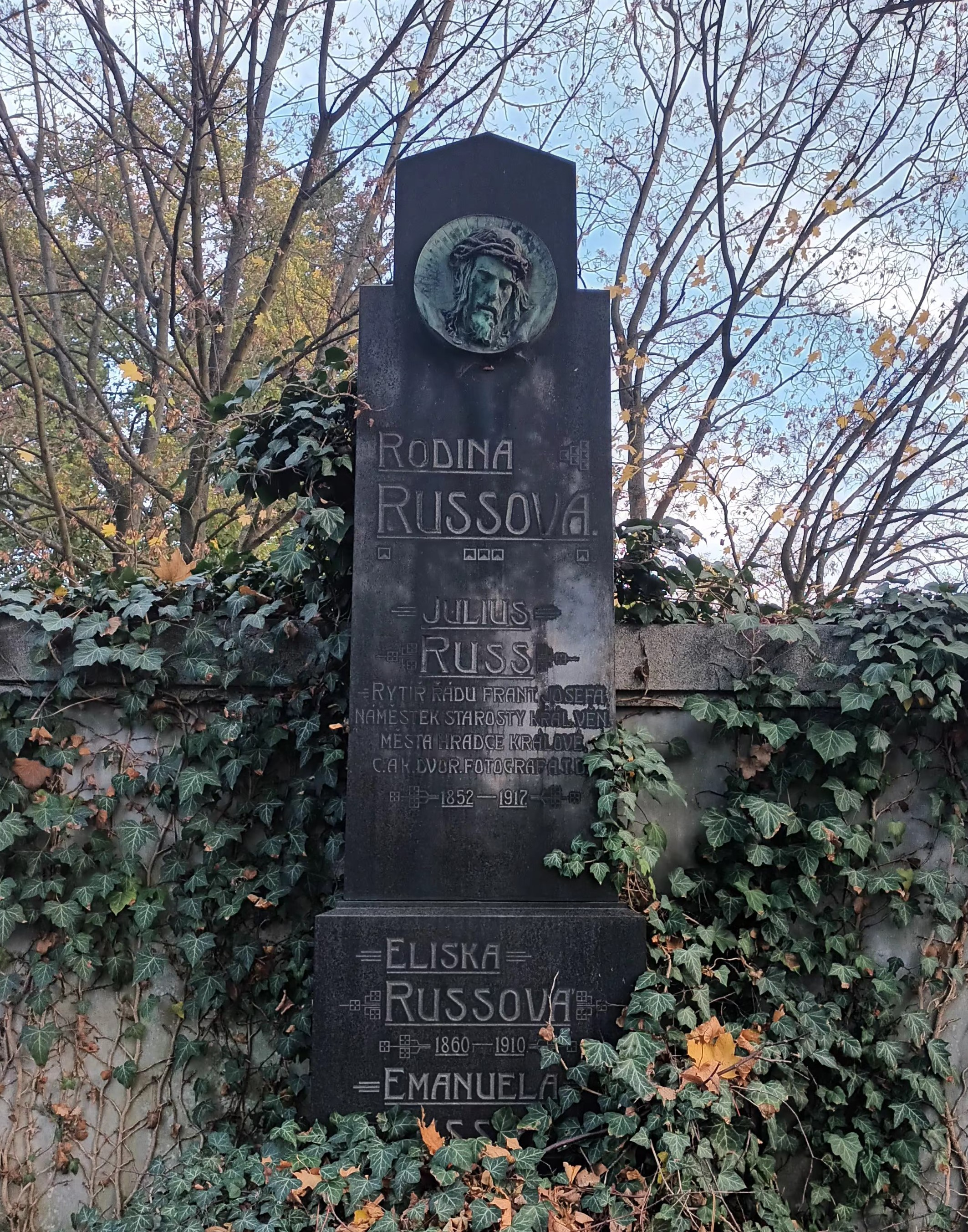
Hrob Julia Russe

## Dílo
Zpočátku se zaměřoval pouze na portréty a vizitkové fotografie různého formátu. Některé záběry fotografií naznačují, že snímky i zvětšoval. Specializoval se také na fotografování herců hradeckého divadelního spolku Klicpera. Příkladem je Božena Hallerová hrající v divadelní hře Aloise Jiráska Lucerna. Později se věnoval také stavebnímu rozmachu města, mezi jeho práci patří například fotografie z výstavby muzea v Hradci Králové. Jeho fotografie z demoličních a stavebních prací upoutaly pozornost díky kreativní kompozici. Městské scény a historické památky Hradce Králové vydával na kabinetních a vizitkových fotografiích. Ty se dochovaly v okresním archivu i sbírkách Muzea východních Čech v Hradci Králové.
Přispěl také do díla Fotoalbum města Hradec Králové, a to rovnou 40 reprodukcemi, čímž se zařadil k nejvíce zastoupeným fotografům v díle. Jako první fotograf zhotovil systematickou fotodokumentaci architektury Hradce Králové, pravděpodobně k Všeobecné zemské jubilejní výstavě v Praze v roce 1891. Tento soubor se nedochoval.